# Paul Broadhurst
Paul Broadhurst (født 14. august 1965 i Walsall, England) er en engelsk golfspiller, der (pr. september 2010) står noteret for syv sejre gennem sin professionelle karriere. Hans bedste resultat i en Major-turnering er en 12. plads, som han opnåede ved British Open i såvel 1990 som 2007.
Broadhurst har en enkelt gang, i 1991, repræsenteret det europæiske hold ved Ryder Cup, men tabte dog turneringen til det amerikanske hold.